# Arsenal Football Club 2014-2015
Questa voce raccoglie le informazioni riguardanti l'Arsenal Football Club nelle competizioni ufficiali della stagione 2014-2015.

## Maglie e sponsor
Lo sponsor ufficiale rimane Fly Emirates, mentre cambia lo sponsor tecnico: a partire dalla stagione attuale è Puma.
| Casa | Trasferta | Terza divisa | 1ª div. portiere | 2ª div. portiere |

## Organigramma societario
Aggiornato al 16 luglio 2014.
Staff tecnico
- Manager: Arsène Wenger
- Assistente manager: Steve Bould
- Allenatore Prima Squadra: Neil Banfield
- Osservatore Prima Squadra: Boro Primorac
- Allenatore dei portieri: Gerry Peyton
- Allenatore Squadra Riserve: Terry Burton

## Rosa
Rosa e numerazione aggiornate al 12 aprile 2015
| N. |                        | Ruolo | Calciatore                      |
| -- | ---------------------- | ----- | ------------------------------- |
| 1  | Polonia (bandiera)     | P     | Wojciech Szczęsny               |
| 2  | Francia (bandiera)     | D     | Mathieu Debuchy                 |
| 3  | Inghilterra (bandiera) | D     | Kieran Gibbs                    |
| 4  | Germania (bandiera)    | D     | Per Mertesacker (vice-capitano) |
| 5  | Brasile (bandiera)     | D     | Gabriel Paulista                |
| 6  | Francia (bandiera)     | D     | Laurent Koscielny               |
| 7  | Rep. Ceca (bandiera)   | C     | Tomáš Rosický                   |
| 8  | Spagna (bandiera)      | C     | Mikel Arteta (capitano)         |
| 9  | Germania (bandiera)    | A     | Lukas Podolski                  |
| 10 | Inghilterra (bandiera) | C     | Jack Wilshere                   |
| 11 | Germania (bandiera)    | C     | Mesut Özil                      |
| 12 | Francia (bandiera)     | A     | Olivier Giroud                  |
| 13 | Colombia (bandiera)    | P     | David Ospina                    |
| 14 | Inghilterra (bandiera) | A     | Theo Walcott                    |
| 15 | Inghilterra (bandiera) | C     | Alex Oxlade-Chamberlain         |
| 16 | Galles (bandiera)      | C     | Aaron Ramsey                    |
| 17 | Cile (bandiera)        | A     | Alexis Sánchez                  |
| 18 | Spagna (bandiera)      | D     | Nacho Monreal                   |

| N. |                        | Ruolo | Calciatore             |
| -- | ---------------------- | ----- | ---------------------- |
| 19 | Spagna (bandiera)      | C     | Santi Cazorla          |
| 20 | Francia (bandiera)     | C     | Mathieu Flamini        |
| 21 | Inghilterra (bandiera) | D     | Calum Chambers         |
| 22 | Francia (bandiera)     | A     | Yaya Sanogo            |
| 23 | Inghilterra (bandiera) | A     | Danny Welbeck          |
| 24 | Francia (bandiera)     | C     | Abou Diaby             |
| 26 | Argentina (bandiera)   | P     | Emiliano Martínez      |
| 27 | Germania (bandiera)    | A     | Serge Gnabry           |
| 28 | Costa Rica (bandiera)  | A     | Joel Campbell          |
| 31 | Giappone (bandiera)    | A     | Ryō Miyaichi           |
| 34 | Francia (bandiera)     | C     | Francis Coquelin       |
| 35 | Germania (bandiera)    | C     | Gedion Zelalem         |
| 36 | Polonia (bandiera)     | C     | Krystian Bielik        |
| 38 | Inghilterra (bandiera) | A     | Chuba Akpom            |
| 39 | Spagna (bandiera)      | D     | Héctor Bellerín        |
| 42 | Inghilterra (bandiera) | D     | Isaac Hayden           |
| 70 | Inghilterra (bandiera) | A     | Ainsley Maitland-Niles |
| 73 | Inghilterra (bandiera) | D     | Stefan O'Connor        |

## Calciomercato

### Sessione estiva(dall'1/7 all'1/9)
| Acquisti         | Acquisti         | Acquisti        | Acquisti                 |
| R.               | Nome             | da              | Modalità                 |
| ---------------- | ---------------- | --------------- | ------------------------ |
| A                | Alexis Sánchez   | Barcellona      | definitivo (37,8 mln €)  |
| D                | Mathieu Debuchy  | Newcastle Utd   | definitivo (15 mln €)    |
| P                | David Ospina     | Nizza           | definitivo (4 mln €)     |
| D                | Calum Chambers   | Southampton     | definitivo (20,23 mln €) |
| A                | Danny Welbeck    | Manchester Utd  | definitivo (20 mln €)    |
| D                | Johan Djourou    | Amburgo         | fine prestito            |
| C                | Francis Coquelin | Friburgo        | fine prestito            |
| A                | Joel Campbell    | Olympiacos      | fine prestito            |
| Altre operazioni |                  |                 |                          |
| R.               | Nome             | da              | Modalità                 |
| A                | Wellington Silva | Real Murcia     | fine prestito            |
| A                | Philip Roberts   | Inverness       | fine prestito            |
| C                | Chuks Aneke      | Crewe Alexandra | fine prestito            |
| D                | Ignasi Miquel    | Leicester City  | fine prestito            |
| A                | Benik Afobe      | Sheffield Weds  | fine prestito            |
| D                | Daniel Boateng   | Hibernian       | fine prestito            |
| C                | Park Chu-Young   | Watford         | fine prestito            |

| Cessioni         | Cessioni          | Cessioni      | Cessioni                  |
| R.               | Nome              | a             | Modalità                  |
| ---------------- | ----------------- | ------------- | ------------------------- |
| A                | Nicklas Bendtner  |               | svincolato                |
| D                | Bacary Sagna      |               | svincolato                |
| P                | Łukasz Fabiański  |               | svincolato                |
| P                | Emiliano Viviano  | Palermo       | fine prestito             |
| C                | Kim Källström     | Spartak Mosca | fine prestito             |
| D                | Carl Jenkinson    | West Ham Utd  | prestito                  |
| D                | Johan Djourou     | Amburgo       | definitivo (2,8 mln €)    |
| D                | Thomas Vermaelen  | Barcellona    | definitivo (19 mln €)     |
| A                | Ryō Miyaichi      | Twente        | prestito                  |
| Altre operazioni |                   |               |                           |
| R.               | Nome              | da            | Modalità                  |
| A                | Park Chu-Young    |               | svincolato                |
| D                | Zach Fagan        |               | svincolato                |
| D                | Daniel Boateng    |               | svincolato                |
| A                | Chuks Aneke       |               | svincolato                |
| A                | Zak Ansah         |               | svincolato                |
| A                | Wellington Silva  | Almería       | prestito                  |
| C                | Thomas Eisfeld    | Fulham        | definitivo (1 mln €)      |
| A                | Benik Afobe       | MK Dons       | prestito (fino al 10/1)   |
| A                | Austin Lipman     | Boreham Wood  | prestito                  |
| C                | Jon Toral         | Brentford     | prestito                  |
| D                | Ignasi Miquel     | Norwich City  | definitivo (1,9 mln €)    |
| C                | Kristoffer Olsson | Midtjylland   | prestito (fino a gennaio) |

### Trasferimenti tra le due sessioni
| Acquisti | Acquisti         | Acquisti | Acquisti      |
| R.       | Nome             | da       | Modalità      |
| -------- | ---------------- | -------- | ------------- |
| C        | Francis Coquelin | Charlton | fine prestito |

| Cessioni | Cessioni         | Cessioni        | Cessioni                 |
| R.       | Nome             | a               | Modalità                 |
| -------- | ---------------- | --------------- | ------------------------ |
| C        | Jack Jebb        | Stevenage       | prestito (fino al 17/1)  |
| C        | Francis Coquelin | Charlton        | prestito (fino al 12/12) |
| P        | Josh Vickers     | Concord Rangers | prestito                 |

### Sessione invernale(dal 3/1 al 2/2)
| Acquisti | Acquisti          | Acquisti       | Acquisti                |
| R.       | Nome              | da             | Modalità                |
| -------- | ----------------- | -------------- | ----------------------- |
| C        | Kristoffer Olsson | Midtjylland    | fine prestito           |
| A        | Benik Afobe       | MK Dons        | fine prestito           |
| C        | Jack Jebb         | Stevenage      | fine prestito           |
| C        | Krystian Bielik   | Legia Varsavia | definitivo (3,11 mln €) |
| D        | Gabriel Paulista  | Villarreal     | definitivo (15 mln €)   |

| Cessioni | Cessioni          | Cessioni           | Cessioni                     |
| R.       | Nome              | a                  | Modalità                     |
| -------- | ----------------- | ------------------ | ---------------------------- |
| A        | Lukas Podolski    | Inter              | prestito oneroso (0,6 mln €) |
| C        | Kristoffer Olsson | Midtjylland        | definitivo (1 mln €)         |
| P        | Matt Macey        | Accrington Stanley | prestito (fino all'8/2)      |
| A        | Yaya Sanogo       | Crystal Palace     | prestito                     |
| A        | Benik Afobe       | Wolverhampton      | definitivo                   |
| A        | Joel Campbell     | Villarreal         | prestito                     |

### Trasferimenti dopo la sessione invernale
| Acquisti | Acquisti   | Acquisti           | Acquisti      |
| R.       | Nome       | da                 | Modalità      |
| -------- | ---------- | ------------------ | ------------- |
| P        | Matt Macey | Accrington Stanley | fine prestito |

| Cessioni | Cessioni          | Cessioni          | Cessioni |
| R.       | Nome              | a                 | Modalità |
| -------- | ----------------- | ----------------- | -------- |
| P        | Emiliano Martínez | Rotherham Utd     | prestito |
| D        | Semi Ajayi        | Cardiff City      | prestito |
| A        | Chuba Akpom       | Nottingham Forest | prestito |
| C        | Jack Jebb         | Stevenage         | prestito |

## Risultati

### Premier League
| Arbitro: | Jonathan Moss |

|                              |           |               |
| Koscielny 45+1’ Ramsey 90+1’ | Marcatori | 35’ Hangeland |

| Arbitro: | Kevin Friend |

|                          |           |                       |
| Coleman 19’ Naismith 45’ | Marcatori | 83’ Ramsey 90’ Giroud |

| Arbitro: | Anthony Taylor |

|           |           |             |
| Ulloa 22’ | Marcatori | 20’ Sánchez |

| Arbitro: | Mark Clattenburg |

|                          |           |                           |
| Wilshere 63’ Sánchez 74’ | Marcatori | 28’ Agüero 83’ Demichelis |

| Arbitro: | Mike Jones |

|  |           |                                          |
|  | Marcatori | 32’ Özil 34’ Welbeck 36’ (aut.) Cissokho |

| Arbitro: | Michael Oliver |

|                        |           |            |
| Oxlade-Chamberlain 74’ | Marcatori | 56’ Chadli |

| Arbitro: | Martin Atkinson |

|                                |           |  |
| Hazard 27’ (rig.) D. Costa 78’ | Marcatori |  |

| Arbitro: | Roger East |

|                           |           |                         |
| Sánchez 13’ Welbeck 90+1’ | Marcatori | 17’ Diamé 46’ Hernández |

| Arbitro: | Friend |

|  |           |                    |
|  | Marcatori | 30’, 90+2’ Sánchez |

| Arbitro: | Craig Pawson |

|                                 |           |  |
| Sánchez 70’, 90+1’ Chambers 72’ | Marcatori |  |

| Arbitro: | Phil Dowd |

|                          |           |             |
| Sigurðsson 75’ Gomis 78’ | Marcatori | 63’ Sánchez |

| Arbitro: | Mike Dean |

|              |           |                             |
| Giroud 90+5’ | Marcatori | 56’ (aut.) Gibbs 85’ Rooney |

| Arbitro: | Chris Foy |

|  |           |             |
|  | Marcatori | 60’ Welbeck |

| Arbitro: | Andre Marriner |

|             |           |  |
| Sánchez 89’ | Marcatori |  |

| Arbitro: | Anthony Taylor |

|                                 |           |                               |
| Crouch 1’ Bojan 35’ Walters 45’ | Marcatori | 68’ (rig.) Cazorla 70’ Ramsey |

| Arbitro: | Lee Mason |

|                                         |           |           |
| Giroud 15’, 58’ Cazorla 54’, 88’ (rig.) | Marcatori | 63’ Ayoze |

| Arbitro: | Michael Oliver |

|                           |           |                          |
| Coutinho 45’ Škrtel 90+7’ | Marcatori | 45+2’ Debuchy 64’ Giroud |

| Arbitro: | Martin Atkinson |

|                         |           |                   |
| Sánchez 37’ Rosický 65’ | Marcatori | 79’ (rig.) Austin |

| Arbitro: | Neil Swarbrick |

|             |           |                                |
| Kouyaté 54’ | Marcatori | 41’ (rig.) Cazorla 44’ Welbeck |

| Arbitro: | Craig Pawson |

|                    |           |  |
| Mané 34’ Tadić 56’ | Marcatori |  |

| Arbitro: | Jonathan Moss |

|                               |           |  |
| Koscielny 6’ Sánchez 33’, 49’ | Marcatori |  |

| Arbitro: | Mike Dean |

|  |           |                               |
|  | Marcatori | 24’ (rig.) Cazorla 67’ Giroud |

| Arbitro: | Anthony Taylor |

|                                                                  |           |  |
| Giroud 8’ Özil 56’ Walcott 63’ Cazorla 75’ (rig.) Bellerín 90+2’ | Marcatori |  |

| Arbitro: | Martin Atkinson |

|               |           |          |
| Kane 56’, 86’ | Marcatori | 11’ Özil |

| Arbitro: | Mike Jones |

|                           |           |              |
| Koscielny 27’ Walcott 41’ | Marcatori | 61’ Kramarić |

| Arbitro: | Mark Clattenburg |

|              |           |                                |
| Murray 90+4’ | Marcatori | 8’ (rig.) Cazorla 45+1’ Giroud |

| Arbitro: | Andre Marriner |

|                        |           |  |
| Giroud 39’ Rosický 89’ | Marcatori |  |

| Arbitro: | Kevin Friend |

|            |           |                        |
| Austin 82’ | Marcatori | 64’ Giroud 69’ Sánchez |

| Arbitro: | Anthony Taylor |

|                                     |           |  |
| Giroud 45+1’ Ramsey 81’ Flamini 84’ | Marcatori |  |

| Arbitro: | Jones |

|             |           |                 |
| Sissoko 48’ | Marcatori | 24’, 28’ Giroud |

| Arbitro: | Taylor |

|                                                |           |                      |
| Bellerín 37’ Özil 40’ Sánchez 45’ Giroud 90+1’ | Marcatori | 76’ (rig.) Henderson |

| Arbitro: | Dean |

|  |           |            |
|  | Marcatori | 12’ Ramsey |

| Londra 20 maggio 2015, ore 20:45 CEST 33ª giornata | Arsenal | 0 – 0 referto | Sunderland | Emirates Stadium (59.987 spett.)\| Arbitro: \| Taylor \| |
| Arbitro:                                           | Taylor  |               |            |                                                          |

| Londra 26 aprile 2015, ore 17:00 CEST 34ª giornata | Arsenal | 0 – 0 referto | Chelsea | Emirates Stadium (60.066 spett.)\| Arbitro: \| Oliver \| |
| Arbitro:                                           | Oliver  |               |         |                                                          |

| Arbitro: | Mason |

|           |           |                               |
| Quinn 56’ | Marcatori | 28’, 45+1’ Sánchez 33’ Ramsey |

| Arbitro: | Kevin Friend |

|  |           |           |
|  | Marcatori | 85’ Gomis |

| Arbitro: | Mike Dean |

|             |           |                     |
| Herrera 30’ | Marcatori | 82’ (aut.) Blackett |

| Arbitro: | Robert Madley |

|                                   |           |             |
| Walcott 4’, 14’, 37’ Wilshere 17’ | Marcatori | 57’ McAuley |

### FA Cup

#### Terzo turno
| Arbitro: | Robert Madley |

|                             |           |  |
| Mertesacker 20’ Sánchez 82’ | Marcatori |  |

#### Quarto turno
| Arbitro: | Michael Oliver |

|                         |           |                                 |
| O'Grady 50’ Baldock 75’ | Marcatori | 2’ Walcott 24’ Özil 59’ Rosický |

#### Ottavi di finale
| Arbitro: | Mike Dean |

|                 |           |  |
| Giroud 27’, 29’ | Marcatori |  |

#### Quarti di finale
| Arbitro: | Michael Oliver |

|            |           |                         |
| Rooney 29’ | Marcatori | 26’ Monreal 61’ Welbeck |

#### Semifinale
| Arbitro: | Martin Atkinson |

|              |           |                   |
| McCleary 54’ | Marcatori | 39’, 105’ Sánchez |

#### Finale
| Arbitro: | Jonathan Moss |

|                                                      |           |  |
| Walcott 40’ Sánchez 50’ Mertesacker 62’ Giroud 90+3’ | Marcatori |  |

### Football League Cup

#### Terzo turno
| Arbitro: | Keith Stroud |

|             |           |                     |
| Sánchez 13’ | Marcatori | 20’ Tadić 38’ Clyne |

### UEFA Champions League

#### Play-off
| Istanbul 19 agosto 2014, ore 20:45 CEST Andata | Beşiktaş      | 0 – 0 referto | Arsenal | Stadio BJK İnönü (41.531 spett.)\| Arbitro: \| Milorad Mažić \| |
| Arbitro:                                       | Milorad Mažić |               |         |                                                                 |

| Arbitro: | Pedro Proença |

|               |           |  |
| Sánchez 45+1’ | Marcatori |  |

#### Fase a gironi
| Arbitro: | Olegário Benquerença |

|                             |           |  |
| Immobile 45’ Aubameyang 48’ | Marcatori |  |

| Arbitro: | Gianluca Rocchi |

|                                   |           |                   |
| Welbeck 22’, 30’, 52’ Sánchez 41’ | Marcatori | 63’ (rig.) Yılmaz |

| Arbitro: | Carlos Velasco Carballo |

|           |           |                          |
| Najar 71’ | Marcatori | 89’ Gibbs 90+1’ Podolski |

| Arbitro: | Clément Turpin |

|                                                      |           |                                           |
| Arteta 25’ (rig.) Sánchez 29’ Oxlade-Chamberlain 58’ | Marcatori | 61’, 73’ (rig.) Vanden Borre 90’ Mitrović |

| Arbitro: | Viktor Kassai |

|                       |           |  |
| Sanogo 2’ Sánchez 57’ | Marcatori |  |

| Arbitro: | David Fernández Borbalán |

|              |           |                                    |
| Sneijder 88’ | Marcatori | 3’, 90+2’ Podolski 11’, 29’ Ramsey |

##### Gruppo D
|               | ARS   | BOR   | GAL   | AND   |
| Arsenal       |       | 2 - 0 | 4 - 1 | 3 - 3 |
| Bor. Dortmund | 2 - 0 |       | 4 - 1 | 1 - 1 |
| Galatasaray   | 1 - 4 | 0 - 4 |       | 1 - 1 |
| Anderlecht    | 1 - 2 | 0 - 3 | 2 - 0 |       |

| Squadra           | P.ti | G | V | P | S | GF | GS | DG  |
| ----------------- | ---- | - | - | - | - | -- | -- | --- |
| Borussia Dortmund | 13   | 6 | 4 | 1 | 1 | 14 | 4  | +10 |
| Arsenal           | 13   | 6 | 4 | 1 | 1 | 15 | 8  | +7  |
| Anderlecht        | 6    | 6 | 1 | 3 | 2 | 8  | 10 | -2  |
| Galatasaray       | 1    | 6 | 0 | 1 | 5 | 4  | 19 | -15 |

- Borussia Dortmund e   Arsenal qualificate agli ottavi di finale.
- Anderlecht qualificata ai sedicesimi di finale di UEFA Europa League 2014-2015.

#### Ottavi di finale
| Arbitro: | Deniz Aytekin |

|                          |           |                                                    |
| Oxlade-Chamberlain 90+1’ | Marcatori | 38’ Kondogbia 53’ Berbatov 90+4’ Ferreira Carrasco |

| Arbitro: | Svein Oddvar Moen |

|  |           |                       |
|  | Marcatori | 36’ Giroud 79’ Ramsey |

### FA Community Shield
| Arbitro: | Michael Oliver |

|                                   |           |  |
| Cazorla 21’ Ramsey 42’ Giroud 61’ | Marcatori |  |

| Arsenal | Manchester City |

| ARSENAL:      |    |                         |  |     |
|               |    |                         |  |     |
| P             | 1  | Wojciech Szczęsny       |  |     |
| TD            | 2  | Mathieu Debuchy         |  |     |
| CD            | 21 | Calum Chambers          |  |     |
| CS            | 6  | Laurent Koscielny       |  | 46’ |
| TS            | 3  | Kieran Gibbs            |  |     |
| CDC           | 8  | Mikel Arteta (C)        |  |     |
| CCD           | 16 | Aaron Ramsey            |  | 86’ |
| CCS           | 10 | Jack Wilshere           |  | 68’ |
| ED            | 17 | Alexis Sánchez          |  | 46’ |
| ES            | 19 | Santi Cazorla           |  | 70’ |
| A             | 22 | Yaya Sanogo             |  | 46’ |
| Sostituti:    |    |                         |  |     |
| P             | 50 | Emiliano Martínez       |  |     |
| D             | 18 | Nacho Monreal           |  | 46’ |
| C             | 7  | Tomáš Rosický           |  | 70’ |
| A             | 15 | Alex Oxlade-Chamberlain |  | 46’ |
| C             | 20 | Mathieu Flamini         |  | 68’ |
| A             | 12 | Olivier Giroud          |  | 46’ |
| A             | 28 | Joel Campbell           |  | 86’ |
| Allenatore:   |    |                         |  |     |
| Arsène Wenger |    |                         |  |     |

| MANCHESTER CITY:  |    |                    |     |     |
|                   |    |                    |     |     |
| P                 | 13 | Willy Caballero    |     |     |
| TD                | 22 | Gaël Clichy        |     |     |
| CD                | 38 | Dedryck Boyata     |     |     |
| CS                | 33 | Matija Nastasić    |     |     |
| TS                | 11 | Aleksandar Kolarov |     | 76’ |
| CCD               | 6  | Fernando           | 61’ |     |
| CCS               | 42 | Yaya Touré (C)     |     | 60’ |
| ED                | 15 | Jesús Navas        |     | 85’ |
| ES                | 8  | Samir Nasri        |     | 46’ |
| COC               | 35 | Stevan Jovetić     |     |     |
| A                 | 10 | Edin Džeko         |     | 60’ |
| Sostituti:        |    |                    |     |     |
| P                 | 1  | Joe Hart           |     |     |
| D                 | 2  | Micah Richards     |     | 76’ |
| D                 | 19 | Karim Rekik        |     |     |
| C                 | 7  | James Milner       |     | 60’ |
| C                 | 12 | Scott Sinclair     |     | 85’ |
| C                 | 21 | David Silva        |     | 46’ |
| C                 | 36 | Bruno Zuculini     |     | 60’ |
| Allenatore:       |    |                    |     |     |
| Manuel Pellegrini |    |                    |     |     |

| Assistenti: Stuart Burt Darren England 4º ufficiale: Jonathan Moss |

## Statistiche

### Statistiche di squadra
Statistiche aggiornate al 30 maggio 2015
| Competizione        | Punti | In casa | In casa | In casa | In casa | In casa | In casa | In trasferta | In trasferta | In trasferta | In trasferta | In trasferta | In trasferta | Totale | Totale | Totale | Totale | Totale | Totale | DR  |
| Competizione        | Punti | G       | V       | N       | P       | Gf      | Gs      | G            | V            | N            | P            | Gf           | Gs           | G      | V      | N      | P      | Gf     | Gs     | DR  |
| ------------------- | ----- | ------- | ------- | ------- | ------- | ------- | ------- | ------------ | ------------ | ------------ | ------------ | ------------ | ------------ | ------ | ------ | ------ | ------ | ------ | ------ | --- |
| Premier League      | 75    | 19      | 12      | 5       | 2       | 41      | 14      | 19           | 10           | 4            | 5            | 30           | 22           | 38     | 22     | 9      | 7      | 71     | 36     | +35 |
| FA Cup              | -     | 2       | 2       | 0       | 0       | 4       | 0       | 2            | 2            | 0            | 0            | 5            | 3            | 6      | 6      | 0      | 0      | 15     | 4      | +11 |
| Football League Cup | -     | 1       | 0       | 0       | 1       | 1       | 2       | 0            | 0            | 0            | 0            | 0            | 0            | 1      | 0      | 0      | 1      | 1      | 2      | -1  |
| Champions League    | -     | 5       | 3       | 1       | 1       | 11      | 7       | 5            | 3            | 1            | 1            | 8            | 4            | 10     | 6      | 2      | 2      | 19     | 11     | +8  |
| Community Shield    | -     | -       | -       | -       | -       | -       | -       | -            | -            | -            | -            | -            | -            | 1      | 1      | 0      | 0      | 3      | 0      | +3  |
| Totale              | -     | 27      | 17      | 6       | 4       | 57      | 23      | 26           | 15           | 5            | 6            | 43           | 29           | 56     | 35     | 11     | 10     | 109    | 53     | +56 |

### Andamento in campionato
| Giornata  | 1 | 2 | 3 | 4 | 5 | 6 | 7 | 8 | 9 | 10 | 11 | 12 | 13 | 14 | 15 | 16 | 17 | 18 | 19 | 20 | 21 | 22 | 23 | 24 | 25 | 26 | 27 | 28 | 29 | 30 | 31 | 32 | 33 | 34 | 35 | 36 | 37 | 38 |
| --------- | - | - | - | - | - | - | - | - | - | -- | -- | -- | -- | -- | -- | -- | -- | -- | -- | -- | -- | -- | -- | -- | -- | -- | -- | -- | -- | -- | -- | -- | -- | -- | -- | -- | -- | -- |
| Luogo     | C | T | T | C | T | C | T | C | T | C  | T  | C  | T  | C  | T  | C  | T  | C  | T  | T  | C  | T  | C  | T  | C  | T  | C  | T  | C  | T  | C  | T  | C  | C  | T  | C  | T  | C  |
| Risultato | V | N | N | N | V | N | P | N | V | V  | P  | P  | V  | V  | P  | V  | N  | V  | V  | P  | V  | V  | V  | P  | V  | V  | V  | V  | V  | V  | V  | V  | N  | N  | V  | P  | N  | V  |
| Posizione | 4 | 5 | 7 | 7 | 4 | 4 | 7 | 7 | 5 | 4  | 6  | 8  | 6  | 6  | 6  | 6  | 6  | 6  | 5  | 6  | 5  | 5  | 5  | 6  | 5  | 3  | 3  | 3  | 3  | 3  | 2  | 2  | 2  | 2  | 2  | 3  | 3  | 3  |

Fonte:  Premier League – Classifiche, su sport.sky.it, sport.sky.it (archiviato dall'url originale il 19 agosto 2014).
Legenda:

Luogo: C = Casa; T = Trasferta. Risultato: V = Vittoria; N = Pareggio; P = Sconfitta.

### Statistiche dei giocatori
In corsivo i giocatori che hanno lasciato la squadra a stagione già iniziata.
| Giocatore             | Premier League | Premier League | Premier League | Premier League | League Cup | League Cup | League Cup  | League Cup | Champions League | Champions League | Champions League | Champions League | Altro    | Altro | Altro       | Altro      | Totale   | Totale | Totale      | Totale     |
| Giocatore             | Presenze       | Reti           | Ammonizioni    | Espulsioni     | Presenze   | Reti       | Ammonizioni | Espulsioni | Presenze         | Reti             | Ammonizioni      | Espulsioni       | Presenze | Reti  | Ammonizioni | Espulsioni | Presenze | Reti   | Ammonizioni | Espulsioni |
| --------------------- | -------------- | -------------- | -------------- | -------------- | ---------- | ---------- | ----------- | ---------- | ---------------- | ---------------- | ---------------- | ---------------- | -------- | ----- | ----------- | ---------- | -------- | ------ | ----------- | ---------- |
| C. Akpom              | 3              | 0              | 0              | 0              | 1          | 0          | 0           | 0          | 0                | 0                | 0                | 0                | 3        | 0     | 0           | 0          | 7        | 0      | 0           | 0          |
| M. Arteta             | 7              | 0              | 1              | 0              | 0          | 0          | 0           | 0          | 4                | 1                | 1                | 0                | 1        | 0     | 0           | 0          | 12       | 1      | 2           | 0          |
| H. Bellerín           | 20             | 2              | 5              | 0              | 1          | 0          | 0           | 0          | 4                | 0                | 1                | 0                | 3        | 0     | 1           | 0          | 28       | 2      | 7           | 0          |
| K. Bielik             | 0              | 0              | 0              | 0              | 0          | 0          | 0           | 0          | 0                | 0                | 0                | 0                | 0        | 0     | 0           | 0          | 0        | 0      | 0           | 0          |
| J. Campbell           | 4              | 0              | 0              | 0              | 1          | 0          | 0           | 0          | 3                | 0                | 0                | 0                | 2        | 0     | 0           | 0          | 10       | 0      | 0           | 0          |
| S. Cazorla            | 37             | 7              | 5              | 0              | 1          | 0          | 0           | 0          | 9                | 0                | 0                | 0                | 6        | 1     | 0           | 0          | 53       | 8      | 5           | 0          |
| C. Chambers           | 23             | 1              | 9              | 1              | 1          | 0          | 0           | 0          | 7                | 0                | 1                | 0                | 5        | 0     | 0           | 0          | 36       | 1      | 10          | 1          |
| F. Coquelin           | 22             | 0              | 5              | 0              | 1          | 0          | 0           | 0          | 2                | 0                | 1                | 0                | 5        | 0     | 1           | 0          | 30       | 0      | 7           | 0          |
| M. Debuchy            | 10             | 1              | 2              | 0              | 0          | 0          | 0           | 0          | 3                | 0                | 3                | 1                | 2        | 0     | 0           | 0          | 15       | 1      | 5           | 1          |
| A. Diaby              | 0              | 0              | 0              | 0              | 1          | 0          | 0           | 0          | 0                | 0                | 0                | 0                | 0        | 0     | 0           | 0          | 1        | 0      | 0           | 0          |
| M. Flamini            | 24             | 1              | 3              | 0              | 0          | 0          | 0           | 0          | 7                | 0                | 3                | 0                | 3        | 0     | 0           | 0          | 34       | 1      | 6           | 0          |
| Gabriel               | 5              | 0              | 0              | 0              | 0          | 0          | 0           | 0          | 0                | 0                | 0                | 0                | 2        | 0     | 2           | 0          | 7        | 0      | 2           | 0          |
| K. Gibbs              | 22             | 0              | 3              | 0              | 0          | 0          | 0           | 0          | 7                | 1                | 0                | 0                | 4        | 0     | 0           | 0          | 33       | 1      | 3           | 0          |
| O. Giroud             | 27             | 14             | 5              | 1              | 0          | 0          | 0           | 0          | 3                | 1                | 0                | 0                | 6        | 4     | 0           | 0          | 36       | 19     | 5           | 1          |
| S. Gnabry             | 0              | 0              | 0              | 0              | 0          | 0          | 0           | 0          | 0                | 0                | 0                | 0                | 0        | 0     | 0           | 0          | 0        | 0      | 0           | 0          |
| I. Hayden             | 0              | 0              | 0              | 0              | 1          | 0          | 0           | 0          | 0                | 0                | 0                | 0                | 0        | 0     | 0           | 0          | 1        | 0      | 0           | 0          |
| L. Koscielny          | 27             | 3              | 4              | 0              | 0          | 0          | 0           | 0          | 6                | 0                | 0                | 0                | 6        | 0     | 0           | 0          | 39       | 3      | 4           | 0          |
| A. Maitland-Niles     | 1              | 0              | 0              | 0              | 0          | 0          | 0           | 0          | 1                | 0                | 0                | 0                | 1        | 0     | 0           | 0          | 3        | 0      | 0           | 0          |
| E. Martínez           | 4              | -4             | 0              | 0              | 0          | 0          | 0           | 0          | 2                | -1               | 0                | 0                | 0        | 0     | 0           | 0          | 6        | -5     | 0           | 0          |
| P. Mertesacker        | 35             | 0              | 2              | 0              | 0          | 0          | 0           | 0          | 9                | 0                | 0                | 0                | 4        | 2     | 0           | 0          | 48       | 2      | 2           | 0          |
| R. Miyaichi           | 0              | 0              | 0              | 0              | 0          | 0          | 0           | 0          | 0                | 0                | 0                | 0                | 0        | 0     | 0           | 0          | 0        | 0      | 0           | 0          |
| N. Monreal            | 28             | 0              | 3              | 0              | 0          | 0          | 0           | 0          | 6                | 0                | 3                | 0                | 5        | 1     | 0           | 0          | 39       | 1      | 6           | 0          |
| S. O'Connor           | 0              | 0              | 0              | 0              | 0          | 0          | 0           | 0          | 1                | 0                | 0                | 0                | 0        | 0     | 0           | 0          | 1        | 0      | 0           | 0          |
| D. Ospina             | 18             | -11            | 0              | 0              | 1          | -2         | 0           | 0          | 3                | -4               | 0                | 0                | 1        | 0     | 0           | 0          | 23       | -17    | 0           | 0          |
| A. Oxlade-Chamberlain | 23             | 1              | 4              | 0              | 1          | 0          | 0           | 0          | 9                | 2                | 0                | 0                | 4        | 0     | 0           | 0          | 37       | 3      | 4           | 0          |
| M. Özil               | 22             | 4              | 0              | 0              | 0          | 0          | 0           | 0          | 5                | 0                | 2                | 0                | 5        | 1     | 0           | 0          | 32       | 5      | 2           | 0          |
| L. Podolski           | 7              | 0              | 0              | 0              | 1          | 0          | 0           | 0          | 5                | 3                | 1                | 0                | 0        | 0     | 0           | 0          | 13       | 3      | 1           | 0          |
| A. Ramsey             | 29             | 6              | 6              | 0              | 0          | 0          | 0           | 0          | 7                | 3                | 2                | 1                | 5        | 1     | 1           | 0          | 41       | 10     | 9           | 1          |
| T. Rosický            | 15             | 2              | 1              | 0              | 1          | 0          | 0           | 0          | 4                | 0                | 0                | 0                | 4        | 1     | 0           | 0          | 24       | 3      | 1           | 0          |
| A. Sánchez            | 35             | 16             | 4              | 0              | 1          | 1          | 0           | 0          | 9                | 4                | 1                | 0                | 7        | 4     | 1           | 0          | 52       | 25     | 6           | 0          |
| Y. Sanogo             | 3              | 0              | 0              | 0              | 0          | 0          | 0           | 0          | 2                | 1                | 0                | 0                | 1        | 0     | 0           | 0          | 6        | 1      | 0           | 0          |
| W. Szczęsny           | 17             | -21            | 1              | 0              | 0          | -0         | 0           | 0          | 6                | -6               | 0                | 1                | 6        | -4    | 0           | 0          | 29       | -31    | 1           | 1          |
| T. Walcott            | 14             | 5              | 0              | 0              | 0          | 0          | 0           | 0          | 2                | 0                | 0                | 0                | 5        | 2     | 0           | 0          | 21       | 7      | 0           | 0          |
| D. Welbeck            | 25             | 4              | 3              | 0              | 0          | 0          | 0           | 0          | 6                | 3                | 1                | 0                | 3        | 1     | 0           | 0          | 34       | 8      | 4           | 0          |
| J. Wilshere           | 14             | 2              | 4              | 0              | 1          | 0          | 1           | 0          | 5                | 0                | 1                | 0                | 2        | 0     | 0           | 0          | 22       | 2      | 6           | 0          |
| G. Zelalem            | 0              | 0              | 0              | 0              | 0          | 0          | 0           | 0          | 1                | 0                | 0                | 0                | 0        | 0     | 0           | 0          | 1        | 0      | 0           | 0          |